# 伊维
伊维（法語：Iwuy，法語發音：[ivɥi]）是法国上法蘭西大區北部省的一个市镇，属于康布雷区。

## 地理
伊维（50°13'59"N, 3°19'20"E）面积12.75 平方千米，位于法国上法蘭西大區北部省，该省份为法国最北部的省份及最长的省份，西北濒北海，西接加来海峡省，南至埃纳省和索姆省，东与比利时接壤。
与伊维接壤的市镇（或旧市镇、城区）包括：奥尔丹、坦莱韦克、坦圣马丹、维莱昂科希、阿韦讷勒塞克、埃特兰、纳沃、略昂康布雷西。

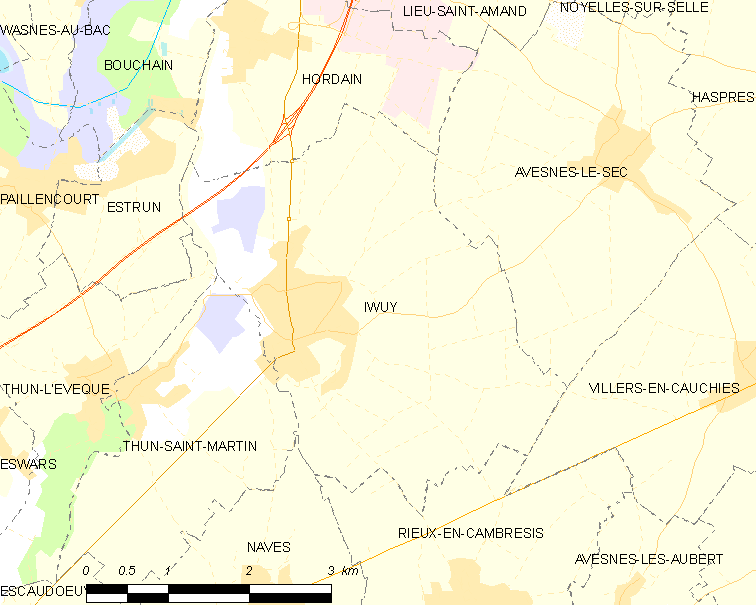
伊维的OSM定位图

伊维的时区为UTC+01:00、UTC+02:00（夏令时）。

## 行政
伊维的邮政编码为59141，INSEE市镇编码为59322。

## 政治
伊维所属的省级选区为科德里县。

## 人口

1962-2008年间伊维人口变化图示

伊维于2022年1月1日时的人口数量为3335人。